# Alej úvalských dětí
Alej úvalských dětí je stromořadí šedesáti dubů letních na kopci Vinice v katastru města Úvaly. Začíná u rozhledny Vinice, od níž vede po poli směrem k Horoušánkám.
Alej má délku přibližně 650 metrů. Na jejím konci se cesta stáčí doleva do lesa, kudy lze dojít až k Úvalským menhirům, po odbočení doprava je možno se vydat druhým směrem Mlýnskou alejí až do Tlustovous. Nedaleko aleje se nachází také Park Vinice.

## Historie
V červenci 2012 bylo v měsíčníku Život Úval oznámeno, že se připravuje projekt aleje, jejímž cílem je, aby děti žijící v Úvalech měly své stromy jako symboly nových životů. Město Úvaly se tehdy spolu s místním občanským sdružením Klub přátel historie a přírody Úval a okolí zavázalo vysadit strom za každé dítě, jehož rodič o to požádá. V průběhu října a listopadu 2012 byly stromy postupně vysázeny a 24. listopadu byla alej slavnostně otevřena. Do projektu bylo možné zapojit jak nově narozené děti, tak i děti starší. Město tak chtělo navázat starou slovanskou tradici posvátných hájů. Každé dítě, které se do projektu zapojilo, obdrželo certifikát, a zpočátku byly všechny stromy označeny jmenovkami.
V oblasti Vinice, nedaleko Aleje úvalských dětí, byla vysázena Mlýnská alej, která propojila Úvaly s Tlustovousy. K jejímu slavnostnímu otevření došlo v listopadu 2021.